# Cubanoptila botosaneanui
Cubanoptila botosaneanui là một loài Trichoptera thuộc họ Glossosomatidae. Chúng phân bố ở vùng Tân nhiệt đới.